# Danh sách nguyên thủ quốc gia Haiti
Đây là danh sách nguyên thủ quốc gia Haiti kể từ khi khởi đầu cuộc Cách mạng Haiti năm 1791. Nền độc lập toàn vẹn của Haiti đã được tuyên bố vào năm 1804. Từ năm 1806 đến 1820 Haiti bị chia thành hai phần riêng biệt giữa Nhà nước miền bắc, sau đổi thành Vương quốc Haiti và nước Cộng hòa Haiti miền nam.

## Danh sách nguyên thủ quốc gia Haiti (1791 đến nay)
|  | Hình ảnh                            | Tên gọi (Sinh–Mất)                              | Từ               | Đến              | Danh xưng |
|  | ----------------------------------- | ----------------------------------------------- | ---------------- | ---------------- | --- |
|  |                                     | Toussaint Louverture (1743–1803)                | 1 tháng 1 1791   | 6 tháng 5 1802   | Nhà lãnh đạo cuộc Cách mạng Haiti (1 tháng 1 năm 1791 – 6 tháng 5 năm 1802) Tổng đốc suốt đời của Haiti (7 tháng 7 năm 1801 – 6 tháng 5 năm 1802) Chú thích: Tổng đốc toàn thể đảo Hispaniola                                                            |
|  | Tập tin:Jean-Jacques-Dessalines.jpg | Jean-Jacques Dessalines / Jacques I (1758–1806) | 1 tháng 1 1804   | 17 tháng 10 1806 | Tổng đốc Haiti (1 tháng 1, 1804 – 22 tháng 9 năm 1804) Hoàng đế Haiti (22 tháng 9 năm 1804 – 17 tháng 10 năm 1806) |
|  |                                     | Henri Christophe / Henri I (1767–1820)          | 17 tháng 10 1806 | 8 tháng 10 1820  | Tổng trưởng Lâm thời Chính phủ Haiti (17 tháng 10 năm 1806 – 17 tháng 2 năm 1807) Tổng thống Quốc gia Haiti (17 tháng 2 năm 1807 – 28 tháng 3 năm 1811) Vua Haiti (28 tháng 3 năm 1811 – 8 tháng 10 năm 1820) Chú thích: Cai trị giới hạn miền bắc Haiti |
|  | không khung                         | Alexandre Pétion (1770–1818)                    | 17 tháng 10 1806 | 29 tháng 3 1818  | Tổng thống (17 tháng 10 năm 1806 – 9 tháng 10 năm 1816) Tổng thống suốt đời (9 tháng 10 năm 1816 – 29 tháng 3 năm 1818) Chú thích: Cai trị giới hạn miền nam Haiti                                                                                       |
|  |                                     | Jean-Pierre Boyer (1776–1850)                   | 30 tháng 3 1818  | 13 tháng 2 1843  | Tổng thống suốt đời Chú thích: Cai trị toàn bộ hòn đảo Hispaniola như là Cộng hòa Haiti từ năm 1822 |
|  |                                     | Charles Rivière-Hérard (1789–1850)              | 4 tháng 4 1843   | 3 tháng 5 1844   | Tổng thống Chú thích: Cai trị toàn bộ hòn đảo Hispaniola |
|  |                                     | Philippe Guerrier (1757–1845)                   | 3 tháng 5 1844   | 15 tháng 4 1845  | Tổng thống |
|  |                                     | Jean-Louis Pierrot (1761–1857)                  | 16 tháng 4 1845  | 24 tháng 3 1846  | Tổng thống |
|  |                                     | Jean-Baptiste Riché (1780–1847)                 | 24 tháng 3 1846  | 28 tháng 2 1847  | Tổng thống |
|  |                                     | Faustin Soulouque / Faustin I (1782–1867)       | 2 tháng 3 1847   | 22 tháng 1 1859  | Tổng thống Haiti (2 tháng 3 năm 1847 – 26 tháng 8 năm 1849) Hoàng đế Haiti (26 tháng 8 năm 1849 – 22 tháng 1, 1859) |
|  | không khung                         | Fabre Geffrard (1806–1878)                      | 22 tháng 1 1859  | 13 tháng 3 1867  | Tổng thống |
|  |                                     | Nissage Saget (1810–1880)                       | 20 tháng 3 1867  | 2 tháng 5 1867   | Tổng thống lâm thời |
|  | không khung                         | Sylvain Salnave (1827–1870)                     | 4 tháng 5 1867   | 27 tháng 12 1869 | Tổng thống |
|  |                                     | Nissage Saget (1810–1880)                       | 27 tháng 12 1869 | 14 tháng 5 1874  | Tổng thống |
|  |                                     | Hội đồng Quốc vụ khanh                          | 14 tháng 5 1874  | 14 tháng 6 1874  | Hội đồng Quốc vụ khanh |
|  |                                     | Michel Domingue (1813–1877)                     | 14 tháng 6 1874  | 15 tháng 4 1876  | Tổng thống |
|  |                                     | Pierre Théoma Boisrond-Canal (1832–1905)        | 23 tháng 4 1876  | 17 tháng 7 1879  | Tổng thống lâm thời (23 tháng 4,1876 – 17 tháng 7 năm 1876) Tổng thống (17 tháng 7 năm 1876 – 17 tháng 7 năm 1879) |
|  |                                     | Joseph Lamothe (–1891)                          | 26 tháng 7 1879  | 2 tháng 10 1879  | Tổng thống lâm thời |
|  |                                     | Lysius Salomon (1815–1888)                      | 2 tháng 10 1879  | 10 tháng 8 1888  | Tổng thống |
|  |                                     | Pierre Théoma Boisrond-Canal (1832–1905)        | 10 tháng 8 1888  | 16 tháng 10 1888 | Tổng thống lâm thời |
|  |                                     | François Denys Légitime (1841–1935)             | 16 tháng 10 1888 | 23 tháng 8 1889  | Tổng thống |
|  |                                     | Monpoint Jeune (1830–1905)                      | 23 tháng 8 1889  | 17 tháng 10 1889 | Tổng thống lâm thời |
|  | không khung                         | Florvil Hyppolite (1828–1896)                   | 17 tháng 10 1889 | 24 tháng 3 1896  | Tổng thống |
|  |                                     | Tirésias Simon Sam (1835–1916)                  | 31 tháng 3 1896  | 12 tháng 5 1902  | Tổng thống |
|  |                                     | Pierre Théoma Boisrond-Canal (1832–1905)        | 26 tháng 5 1902  | 17 tháng 12 1902 | Tổng thống lâm thời |
|  |                                     | Pierre Nord Alexis (1820–1910)                  | 21 tháng 12 1902 | 2 tháng 12 1908  | Tổng thống |
|  |                                     | François C. Antoine Simon (1843–1923)           | 6 tháng 12 1908  | 3 tháng 8 1911   | Tổng thống |
|  |                                     | Cincinnatus Leconte (1854–1912)                 | 15 tháng 8 1911  | 8 tháng 8 1912   | Tổng thống Chú thích: Chắt của Jean-Jacques Dessalines (Hoàng đế Haiti 1804–1806) |
|  |                                     | Tancrède Auguste (1856–1913)                    | 8 tháng 8 1912   | 2 tháng 5 1913   | Tổng thống |
|  |                                     | Michel Oreste (1859–1918)                       | 12 tháng 5 1913  | 27 tháng 1 1914  | Tổng thống |
|  |                                     | Oreste Zamor (1861–1915)                        | 8 tháng 2 1914   | 29 tháng 10 1914 | Tổng thống |
|  |                                     | Joseph Davilmar Théodore (1847–1917)            | 7 tháng 11 1914  | 22 tháng 2 1915  | Tổng thống |
|  |                                     | Vilbrun Guillaume Sam (1859–1915)               | 25 tháng 2 1915  | 28 tháng 7 1915  | Tổng thống Chú thích: Con trai của Tirésias Simon Sam (Tổng thống Haiti 1896–1902) |
|  |                                     | Philippe Sudré Dartiguenave (1863–1926)         | 12 tháng 8 1915  | 15 tháng 5 1922  | Tổng thống Chú thích: Phục vụ dưới thời Mỹ chiếm đóng |
|  |                                     | Louis Borno (1865–1942)                         | 15 tháng 5 1922  | 15 tháng 5 1930  | Tổng thống Chú thích: Phục vụ dưới thời Mỹ chiếm đóng |
|  |                                     | Louis Eugène Roy (1861–1939)                    | 15 tháng 5 1930  | 18 tháng 11 1930 | Tổng thống Chú thích: Phục vụ dưới thời Mỹ chiếm đóng |
|  |                                     | Sténio Vincent (1874–1959)                      | 18 tháng 11 1930 | 15 tháng 5 1941  | Tổng thống Chú thích: Phục vụ dưới thời Mỹ chiếm đóng cho đến năm 1934 |
|  |                                     | Élie Lescot (1883–1974)                         | 15 tháng 5 1941  | 11 tháng 1 1946  | Tổng thống |
|  |                                     | Franck Lavaud (1903–1986)                       | 11 tháng 1 1946  | 16 tháng 8 1946  | Chủ tịch Ủy ban Quân chính |
|  |                                     | Dumarsais Estimé (1900–1953)                    | 16 tháng 8 1946  | 10 tháng 5 1950  | Tổng thống |
|  |                                     | Franck Lavaud (1903–1986)                       | 10 tháng 5 1950  | 6 tháng 12 1950  | Chủ tịch Hội đồng Quân nhân Chính phủ |
|  |                                     | Paul Magloire (1907–2001)                       | 6 tháng 12 1950  | 12 tháng 12 1956 | Tổng thống |
|  |                                     | Joseph Nemours Pierre-Louis (1900–1966)         | 12 tháng 12 1956 | 3 tháng 2 1957   | Tổng thống lâm thời |
|  |                                     | Franck Sylvain (1909–1987)                      | 7 tháng 2 1957   | 2 tháng 4 1957   | Tổng thống lâm thời |
|  |                                     | Hội đồng Chính phủ Hành pháp                    | 2 tháng 4 1957   | 25 tháng 5 1957  | Hội đồng Chính phủ Hành pháp |
|  |                                     | Daniel Fignolé (1913–1986)                      | 25 tháng 5 1957  | 14 tháng 6 1957  | Tổng thống lâm thời |
|  |                                     | Antonio Thrasybule Kébreau (1909–1963)          | 14 tháng 6 1957  | 22 tháng 10 1957 | Chủ tịch Hội đồng Quân sự |
|  |                                     | François Duvalier (1907–1971)                   | 22 tháng 10 1957 | 21 tháng 4 1971  | Tổng thống (22 tháng 10 năm 1957 – 22 tháng 6 năm 1964) Tổng thống suốt đời (22 tháng 6 năm 1964 – 21 tháng 4 năm 1971) |
|  |                                     | Jean-Claude Duvalier (1951–2014)                | 21 tháng 4 1971  | 7 tháng 2 1986   | Tổng thống suốt đời |
|  | không khung                         | Henri Namphy (1932–)                            | 7 tháng 2 1986   | 7 tháng 2 1988   | Tổng thống |
|  | không khung                         | Leslie Manigat (1930–2014)                      | 7 tháng 2 1988   | 20 tháng 6 1988  | Tổng thống |
|  | không khung                         | Henri Namphy (1932–)                            | 20 tháng 6 1988  | 17 tháng 9 1988  | Tổng thống |
|  |                                     | Prosper Avril (1937–)                           | 17 tháng 9 1988  | 10 tháng 3 1990  | Tổng thống |
|  |                                     | Hérard Abraham (1940–)                          | 10 tháng 3 1990  | 13 tháng 3 1990  | Quyền tổng thống |
|  |                                     | Ertha Pascal-Trouillot (1943–)                  | 13 tháng 3 1990  | 7 tháng 2 1991   | Quyền tổng thống |
|  |                                     | Jean-Bertrand Aristide (1953–)                  | 7 tháng 2 1991   | 30 tháng 9 1991  | Tổng thống |
|  |                                     | Raoul Cédras (1949–)                            | 30 tháng 9 1991  | 8 tháng 10 1991  | Quyền tổng thống Chú thích: Nhà lãnh đạo Hội đồng Quân sự năm 1991 cho đến ngày 12 tháng 10 năm 1994 |
|  |                                     | Joseph Nérette (1924–2007)                      | 8 tháng 10 1991  | 19 tháng 6 1992  | Tổng thống lâm thời |
|  | không khung                         | Marc Bazin (1932–2010)                          | 19 tháng 6 1992  | 15 tháng 6 1993  | Quyền tổng thống |
|  |                                     | Jean-Bertrand Aristide (1953–)                  | 15 tháng 6 1993  | 12 tháng 5 1994  | Tổng thống Chú thích: Lưu vong, nhưng được công nhận tại Haiti |
|  |                                     | Émile Jonassaint (1913–1995)                    | 12 tháng 5 1994  | 12 tháng 10 1994 | Tổng thống lâm thời |
|  |                                     | Jean-Bertrand Aristide (1953–)                  | 12 tháng 10 1994 | 7 tháng 2 1996   | Tổng thống |
|  |                                     | René Préval (1943–)                             | 7 tháng 2 1996   | 7 tháng 2 2001   | Tổng thống |
|  |                                     | Jean-Bertrand Aristide (1953–)                  | 7 tháng 2 2001   | 29 tháng 2 2004  | Tổng thống |
|  |                                     | Boniface Alexandre (1936–)                      | 29 tháng 2 2004  | 14 tháng 5 2006  | Tổng thống lâm thời |
|  |                                     | René Préval (1943–)                             | 14 tháng 5 2006  | 14 tháng 5 2011  | Tổng thống |
|  |                                     | Michel Martelly (1961–)                         | 14 tháng 5 2011  | 7 tháng 2 2016   | Tổng thống |
|  |                                     | Hội đồng Bộ trưởng                              | 7 tháng 2 2016   | 14 tháng 2 2016  | Hội đồng Bộ trưởng |
|  | không khung                         | Jocelerme Privert (1953–)                       | 14 tháng 2 2016  | 7 tháng 2 2017   | Quyền Tổng thống |
|  |                                     | Jovenel Moïse (1968–2021)                       | 7 tháng 2 2017   | 2021             | Tổng thống |
|  | Tập tin:Claude Joseph (cropped).jpg | Claude Joseph (2021-)                           | 8 tháng 7 2021   |                  | Tổng thống |